# Milpitas
Milpitas ist eine Stadt im Santa Clara County im US-Bundesstaat Kalifornien mit 80.273 Einwohnern (Stand: 2020).

## Lage
Die Stadt liegt nördlich von San José und südlich von Fremont und liegt damit im Einzugsbereich der Metropole San Francisco. Nach der Volkszählung von 2000 waren etwa 52 Prozent der Einwohner asiatischer Herkunft. Die geographischen Koordinaten sind: 37,43° Nord, 121,89° West. Das Stadtgebiet hat eine Größe von 35,3 km².
Der Name der Stadt, Milpitas leitet sich von dem plural diminutiv des mexikanischen Wortes milpa ab, was Garten, in dem Mais wächst bedeutet.

## Sehenswürdigkeiten

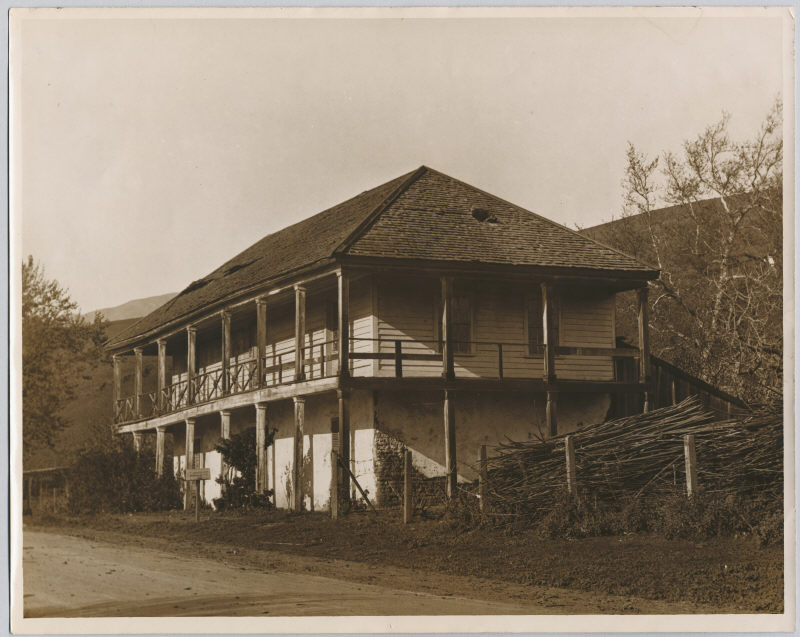
Haus von José María Alviso, zu jener Zeit alcalde (Bürgermeister) im nahe gelegenen San José

Zu den wenigen Sehenswürdigkeiten in Milpitas gehört das 1837 erbaute Jose Maria Alviso Adobe. Das unter Denkmalschutz stehende Haus ist eines der ältesten erhaltenen Gebäude im Großraum San Francisco. Trotz eines Umbaus aus dem Jahr 1853 stellt es eines der herausragendsten Beispiele des Monterey Colonial Stils dar, der von ca. 1830 bis 1860 in Kalifornien vorherrschte.

## Wirtschaft
In Milpitas sind unter anderem folgende Unternehmen ansässig: Adaptec, Grandis, Globalfoundries, Infineon, Nanometrics, Promise Technology, KLA Corporation, LSI Corporation, SanDisk, R&M, Quantum Corporation und Zollner Electronics Inc. Außerdem ist Milpitas Sitz des Verbandes der Halbleiterbranche Semiconductor Equipment and Materials International (SEMI).

## Persönlichkeiten
- Kanak Jha (* 2000), Tischtennisspieler